# Посередництво
Посере́дництво — в дипломатії та міжнародному праві участь третьої держави або міжнародної організації в мирному розв'язанні спору (конфлікту) між іншими державами. 

## Статус
Інститут посередництва закріплений у ст. 33 Статуту ООН, ст. 3 Хартії ОАЄ, ст. 21 Статуту ОАД та інших міжнародних документах. Міжнародно-правова регламентація правил застосування посередництва міститься у Гаазьких конвенціях про закони та звичаї війни 1899 і 1907.
Посередник може виступати як за запитом сторін конфлікту, так і за власною ініціативою чи за пропозицією держав, не причетних до спору. На відміну від «добрих послуг» за посередництва третя держава діє значно активніше. Вона не обмежується створенням умов для переговорів та побажаннями заінтересованим сторонам досягти згоди, а може рекомендувати умови розв'язання спору по суті й вести з приводу цього відповідні переговори із заінтересованими державами та організаціями. Нерідко посередництво використовують як засіб для втручання у внутрішні справи інших держав.

## В Україні
В Україні діє Національна служба посередництва і примирення.